# Unione Sportiva Vibonese Calcio 2007-2008
Questa voce raccoglie le informazioni riguardanti dell'Unione Sportiva Vibonese Calcio nelle competizioni ufficiali della stagione 2007-2008.

## Rosa
| N. |                           | Ruolo | Calciatore              |
| -- | ------------------------- | ----- | ----------------------- |
| -  | Marocco (bandiera)        | A     | El Mehdi Benelmir       |
| -  | Italia (bandiera)         | D     | Michele Boemia          |
| -  | Italia (bandiera)         | D     | Antonio Calabrò         |
| -  | Italia (bandiera)         | A     | Francesco Corapi        |
| -  | Italia (bandiera)         | C     | Giovanbattista Cordiano |
| -  | Italia (bandiera)         | D     | Demetrio Cutrupi        |
| -  | Italia (bandiera)         | C     | Daniele De Pascali      |
| -  | Costa d'Avorio (bandiera) | C     | Salif Dianda            |
| -  | Italia (bandiera)         | C     | Gaetano Di Mauro        |
| -  | Italia (bandiera)         | D     | Filippo Di Stani        |
| -  | Italia (bandiera)         | D     | Alessandro Fabbro       |
| -  | Italia (bandiera)         | P     | Lorenzo Farinelli       |
| -  | Italia (bandiera)         | A     | Alessio Galantucci      |

| N. |                      | Ruolo | Calciatore           |
| -- | -------------------- | ----- | -------------------- |
| -  | Italia (bandiera)    | C     | Giuseppe Guastella   |
| -  | Italia (bandiera)    | C     | Marco Iofrida        |
| -  | Italia (bandiera)    | C     | Fabrizio Lasagna     |
| -  | Italia (bandiera)    | A     | Mattia Mastrolilli   |
| -  | Italia (bandiera)    | D     | Giuseppe Occhipinti  |
| -  | Italia (bandiera)    | D     | Antonio Orefice      |
| -  | Italia (bandiera)    | P     | Andrea Panico        |
| -  | Italia (bandiera)    | C     | Alessandro Riolo     |
| -  | Italia (bandiera)    | C     | Giovanni Ruscio      |
| -  | Argentina (bandiera) | C     | Leonardo Raúl Villa  |
| -  | Italia (bandiera)    | A     | Domenico Zampaglione |
| -  | Italia (bandiera)    | A     | Daniele Zappa        |